# Richard Dörschel

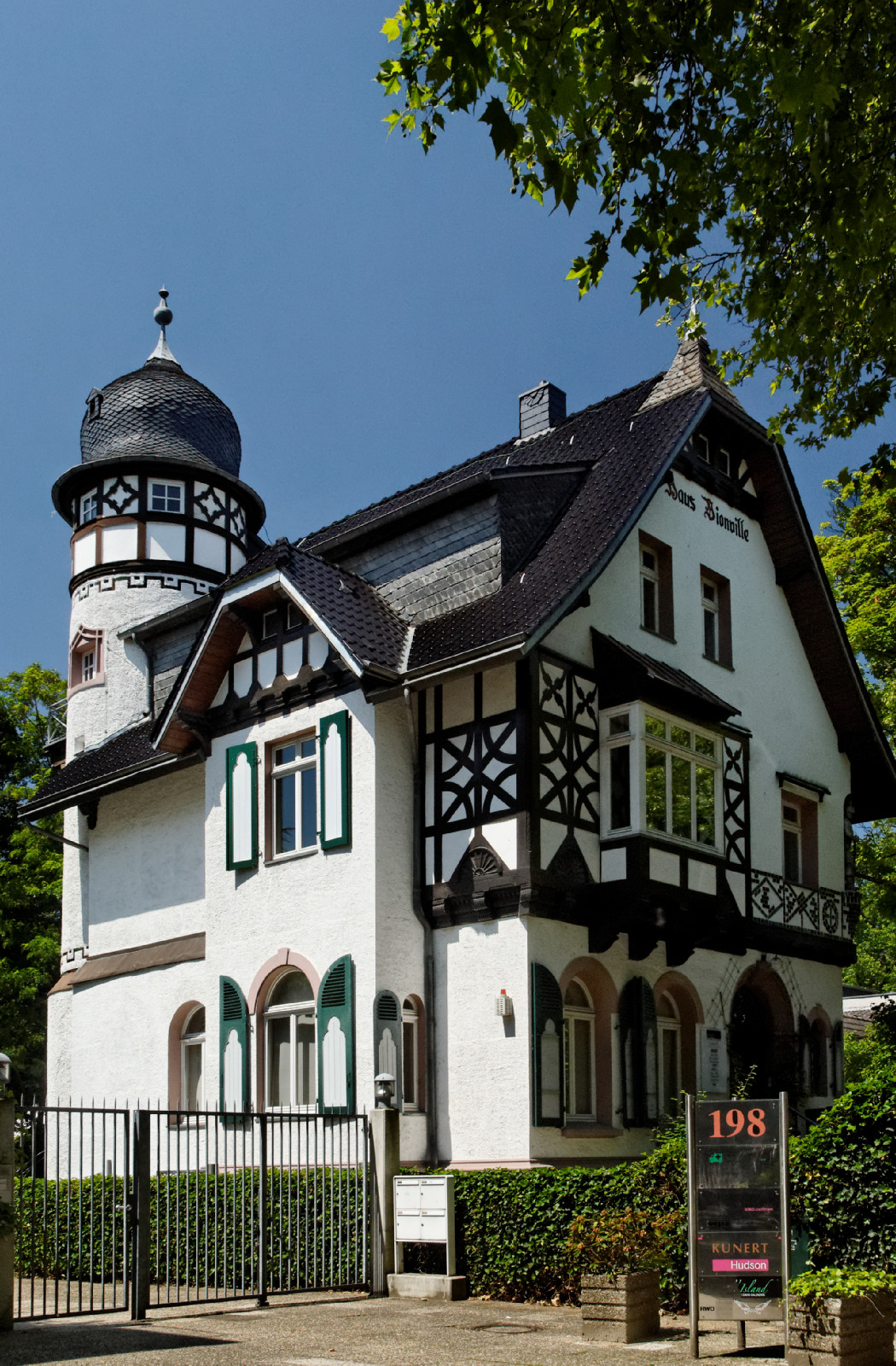
Haus Vionville

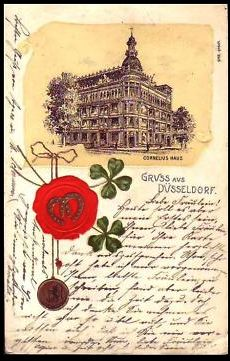
Cornelius-Haus, Postkarte 1901

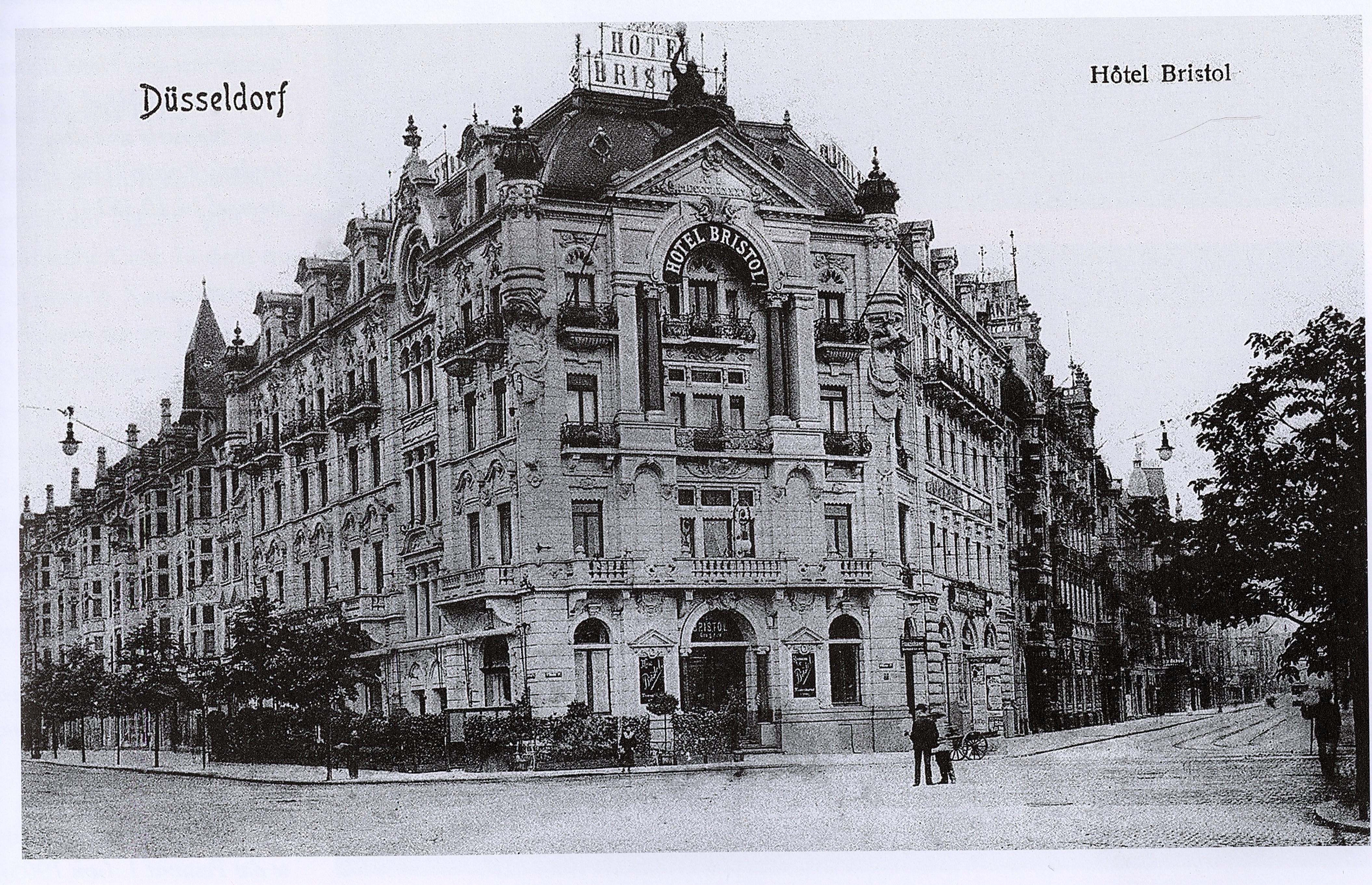
Hotel Bristol (1910)

Richard Dörschel (* 15. Juni 1864 in Mittweida; † 12. August 1955 in Düsseldorf) war ein deutscher Architekt, der vorwiegend in Düsseldorf tätig war.

## Leben
Dörschel kam Ende der 1880er Jahre als Mitarbeiter beim Bau des Hauptbahnhofs nach Düsseldorf. Er machte sich selbständig und arbeitete in Sozietät mit dem Architekten Richard Klein, das gemeinsame Büro firmierte unter dem Namen Klein und Dörschel.
Klein und Dörschel erbauten das Hotel Bristol am Bahnhofsplatz mit den gewaltigen Stuckriesen (im Volksmund spöttisch „Hypothekenträger“ genannt), das Haus Vionville (1893–1894), das Cornelius-Haus (1896–1897) mit dem Kaufhaus Selo in den unteren und dem Café Cornelius in den oberen Geschossen, das Direktionsgebäude der Dampfschiffahrts-Gesellschaft für den Nieder- und Mittelrhein (1898) sowie das Kaufhaus S. Guttmann & Cie. (1898) an der Garbenstraße. Viele dieser Gebäude wurden im Zweiten Weltkrieg zerstört. Das „Haus Esplanade“, gebaut von 1910 bis 1911 am Luegplatz 3, steht seit 1984 unter Denkmalschutz, so wie weitere Gebäude von Klein und Dörschel in Oberkassel. Dörschels Architekturstil variierte zwischen wilhelminischem Historismus und der sachlichen Architektur der 1930er Jahre, gelegentlich wies sein Werk auch leichte Jugendstil-Anklänge auf.
Richard Dörschel war Mitglied im Bund Deutscher Architekten (BDA), Bezirksgruppe Düsseldorf, im seit 1893 bestehenden Architekten- und Ingenieur-Verein zu Düsseldorf und im Künstlerverein Malkasten. Zudem wurde er im Jahre 1890 in die Chemnitzer Freimaurerloge Zur Harmonie aufgenommen. Seine Ernennung zum BDA-Ehrenmitglied an seinem 90. Geburtstag wurde im Vereinshaus des Malkasten mit einem Fest und einem Fackelzug gefeiert. Er verstarb mit 92 Jahren am 12. August 1955 in Düsseldorf.

## Bauten und Entwürfe (Auswahl)
Düsseldorf
- Hotel Bristol, Bahnhofsplatz
- Cornelius-Haus, Königsallee 9/10, 1896/1897
- Haus Vionville, Kaiserswerther Str. 200, 1893/1894
- Altes Brauhaus, Schadowstraße, 1896
- Kaufhaus Guttmann, Grabenstraße 15, 1898
- Alleestraße 44
- Berger Ufer 1, 1898
- Schadowstraße 42, 1900, Erweiterungsbau
- Kreuzstraße 46/48, 1902, Erweiterungsbau
- Steinstraße 15a, Erweiterungsbau
- Wirtschaft im Zoo, 1904, Erweiterungsbau
- Glücksburger Straße 19, 21, 1908/1909
- Kaiser-Wilhelm-Ring 36, mit Max Brinckschulte, 1906/1907
- Kaiser-Friedrich-Ring 20, 33, 1908
- Luegplatz 3, 1910/1911
- Malkastenstraße 7, 1911/1912
- Haroldstraße 6a, 10a
- Duisburger Straße 44, 1924
- Wohnbauten am Heerdter Sandberg 15–35, 44–52 und Hansaallee 33, 1927 bis 1928 für die Rheinische Bahngesellschaft (planende Architekten waren Adam Dickmann, Richard Dörschel, Karl Franzius, Walter Hülshoff und Ernst Stahl)
- Cecilienallee 56, 1935

Sonstiges
- 1908: Wettbewerbsentwurf für ein neues Logengebäude der Freimaurerloge „Alfred zur Linde“ in Essen (prämiert mit dem 3. Preis)[2]